# 6-Stunden-Rennen von Watkins Glen 1973

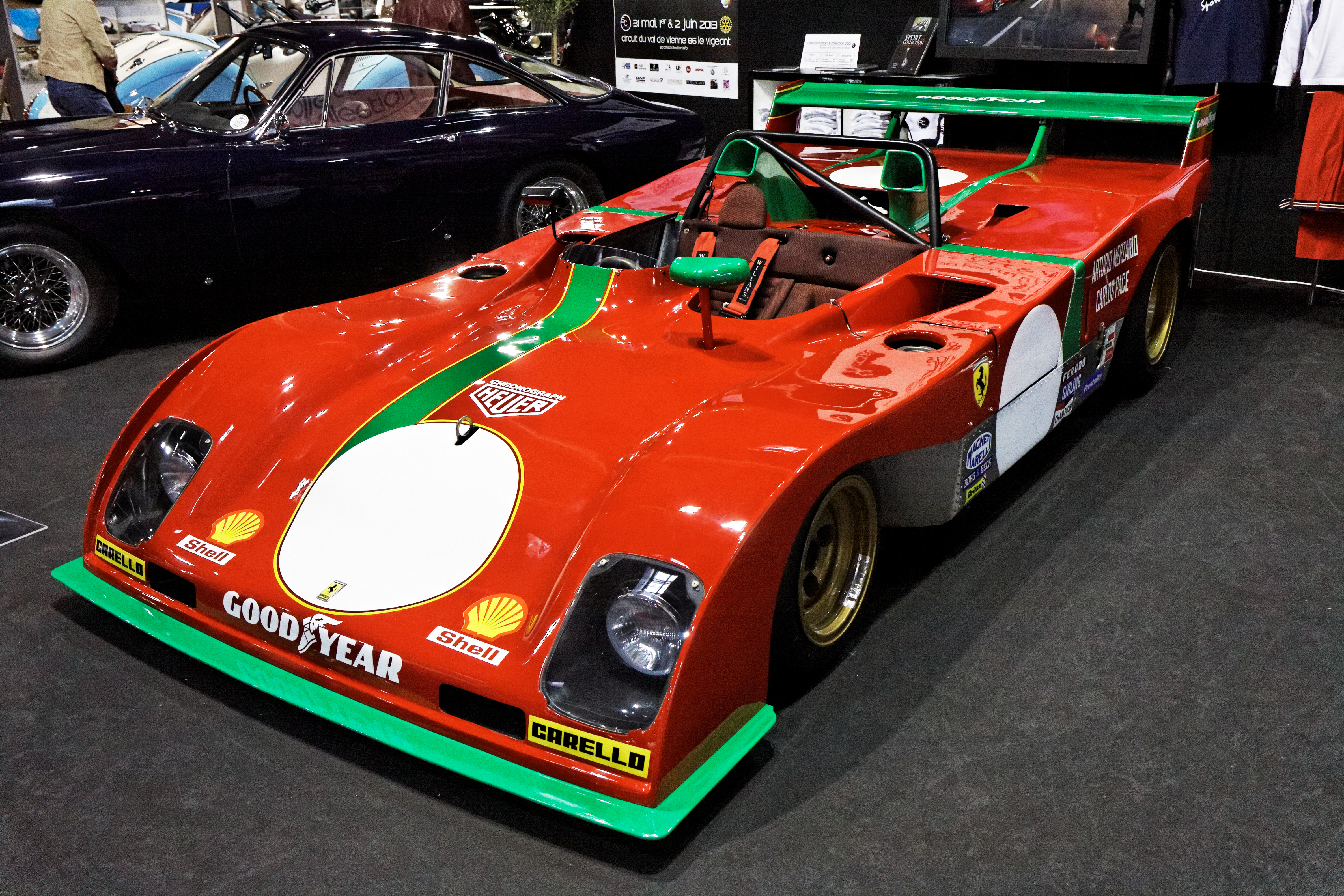
Mit dem Ferrari 312PB war in Watkins Glen zum letzten Mal in der Geschichte der Sportwagen-Weltmeisterschaft ein Werks-Ferrari am Start

Das 6-Stunden-Rennen von Watkins Glen 1973, auch 6-Hours and The Can-Am, The Glen (Six Hours of Endurance For The World Championship of Makes), Watkins Glen, fand am 21. Juli in Watkins Glen statt und war der zehnte und letzte Wertungslauf der Sportwagen-Weltmeisterschaft dieses Jahres. 

## Das Rennen
Beim 6-Stunden-Rennen von Watkins Glen 1973 ging eine mehr als zwanzig Jahre andauernde Ära im Sportwagensport zu Ende. Zum letzten Mal in der Geschichte dieser Rennserie war ein Werkswagen der Scuderia Ferrari am Start. Seit dem Beginn der Weltmeisterschaft 1953 war Ferrari 13-mal der Titelträger gewesen. 1973 musste sich Ferrari in der Meisterschaft im letzten Wertungslauf in Watkins Glen Matra geschlagen geben, da der zweite Rang von Jacky Ickx und Brian Redman im Ferrari 312PB ein Streichresultat war. Mit dem Sieg von Gérard Larrousse und Henri Pescarolo im Matra-Simca MS670B, gewann der französische Matra-Konzern zum ersten Mal die Weltmeisterschaft.

## Ergebnisse

### Schlussklassement
| 1                  | S 3.0 | 33 | Equipe Matra                        | Gérard Larrousse Henri Pescarolo           | Matra-Simca MS670B  | 199 |
| 2                  | S 3.0 | 10 | Ferrari SEFAC SPA                   | Jacky Ickx Brian Redman                    | Ferrari 312PB       | 197 |
| 3                  | S 3.0 | 11 | Ferrari SEFAC SPA                   | Arturo Merzario Carlos Pace                | Ferrari 312PB       | 196 |
| 4                  | S 3.0 | 1  | Gulf Research Racing Co.            | Derek Bell Howden Ganley                   | Mirage M6           | 180 |
| 5                  | S 3.0 | 2  | Gulf Research Racing Co.            | Mike Hailwood John Watson                  | Mirage M6           | 179 |
| 6                  | S 3.0 | 6  | Roger Penske Enterprises            | Mark Donohue George Follmer                | Porsche Carrera RSR | 178 |
| 7                  | S 3.0 | 59 | Brumos Porsche-Audi Corp.           | Peter Gregg Hurley Haywood                 | Porsche Carrera RSR | 168 |
| 8                  | GT    | 16 | Toad Hall Motor Racing              | Michael Keyser Milt Minter                 | Porsche Carrera RSR | 168 |
| 9                  | GT    | 48 | John Greenwood Racing               | John Greenwood Johnny Rutherford           | Chevrolet Corvette  | 166 |
| 10                 | T     | 88 | Carter Racing Services              | Maurice Carter Tony DeLorenzo              | Chevrolet Camaro    | 165 |
| 11                 | GT    | 81 | Pharr West Racing                   | Grey Egerton Elliott Forbes-Robinson       | Porsche Carrera RSR | 164 |
| 12                 | GT    | 43 | Ecurie Escargot                     | Dave Helmick John O’Steen                  | Porsche Carrera RSR | 164 |
| 13                 | GT    | 23 | Diagnosis and Service Racing        | Angel Monguzzi Nestor Garcia-Veiga         | Ferrari 365 GTB/4   | 162 |
| 14                 | GT    | 8  | North American Racing Team          | Sam Posey François Migault                 | Ferrari 365 GTB/4   | 160 |
| 15                 | GT    | 8  | Bob Grossman                        | Bob Grossman Don Yenko                     | Ferrari 365 GTB/4   | 157 |
| 16                 | S 2.0 | 73 | STP March Racing Team               | Bert Kuehne Roman Pechmann                 | March 73S           | 146 |
| Nicht klassiert    |       |    |                                     |                                            |                     |     |
| 17                 | GT    | 64 | Weaver Chevrolet                    | Bob Baechle Lothar Stahlberg               | Chevrolet Corvette  | 124 |
| Ausgefallen        |       |    |                                     |                                            |                     |     |
| 18                 | S 3.0 | 12 | Ferrari SEFAC SPA                   | Tim Schenken Carlos Reutemann              | Ferrari 312PB       | 188 |
| 19                 | S 3.0 | 32 | Equipe Matra                        | Jean-Pierre Beltoise François Cevert       | Matra-Simca MS670B  | 151 |
| 20                 | GT    | 14 | Holbert's Porsche-Audi              | Al Holbert John McComb                     | Porsche Carrera RSR | 140 |
| 21                 | T     | 0  | Warren Agor Racing Enterprises Inc. | Warren Agor Paul Nichter                   | Chevrolet Camaro    | 130 |
| 22                 | S 2.0 | 91 | Professional Racing Associates      | Bob Fisher John Buffum                     | Chevron B23         | 123 |
| 23                 | GT    | 70 | Bob Harmon Racing                   | Milt Minter Bob Harmon                     | Porsche Carrera RSR | 83  |
| 24                 | S 3.0 | 3  | Ausca Inc.                          | Harry Theodoracopulos Horst Kwech          | Ford Capri RS 2600  | 50  |
| 25                 | GT    | 94 | Leidon Blackwell Racing             | Wilbur Pickett Bill Bean                   | Chevrolet Corvette  | 42  |
| 26                 | GT    | 26 | Fred Kepler Enterprises             | Fred Kepler Bob Sharp                      | Chevrolet Corvette  | 35  |
| 27                 | T     | 36 | Miller Brothers Racing Enterprises  | Paul Miller Kenper Miller                  | Chevrolet Camaro    | 31  |
| 28                 | GT    | 41 | Rodney Harris                       | Rodney Harris Paul Choiniere               | Chevrolet Corvette  | 24  |
| 29                 | GT    | 65 | Gregg Loomis                        | Gregg Loomis Pete Harrison                 | Porsche Carrera RS  | 17  |
| 30                 | GT    | 25 | Bobcor Performance Racing Corp.     | Bert Everett Teodoro Zeccoli               | Alfa Romeo Montreal | 10  |
| Nicht gestartet    |       |    |                                     |                                            |                     |     |
| 31                 | S 3.0 | 5  | Herb Wetanson Racing                | Jackie Stewart Jody Scheckter              | Ford Capri RS 2600  | 1   |
| 32                 | GT    | 7  | Modern Classic Motors Ferrari       | Mark Felsen Warren Flickinger Bob Hagestad | Ferrari 365 GTB/4   | 2   |
| 33                 | GT    | 76 | Silverstone Enterprises             | Mike Downs John Kelly                      | Porsche Carrera RS  | 3   |
| Nicht qualifiziert |       |    |                                     |                                            |                     |     |
| 34                 | GT    | 31 | Jim Locke                           | Bruce Jennings Jim Locke                   | Porsche 911S        | 4   |
| 35                 | GT    | 37 | Miller Brothers Racing Enterprises  | Paul Miller Kemper Miller                  | Chevrolet Corvette  | 5   |
| 36                 | GT    | 63 | Michael Oleyar                      | Michael Oleyar Robert Luebbe               | Chevrolet Corvette  | 6   |
| 37                 | GT    | 87 | Centrum International Corp.         | Jacques Bienvenue                          | Ferrari 246 GT      | 7   |
| 38                 | GT    | 92 | Holbert's Porsche-Audi              | Mike Tillson Dieter Oest                   | Porsche 911S        | 8   |
| 39                 | GT    | 97 | Hans Niederer                       | Hans Niederer Francis Larkin               | Porsche 911         | 9   |

1 Motorschaden im Training
2 Reserve
3 nicht gestartet
4 nicht qualifiziert
5 nicht qualifiziert
6 nicht qualifiziert
7 nicht qualifiziert
8 nicht qualifiziert
9 nicht qualifiziert

### Nur in der Meldeliste
Hier finden sich Teams, Fahrer und Fahrzeuge, die ursprünglich für das Rennen gemeldet waren, aber aus den unterschiedlichsten Gründen daran nicht teilnahmen.
| Pos. | Klasse | Nr. | Team                                | Fahrer                          | Chassis            |
| ---- | ------ | --- | ----------------------------------- | ------------------------------- | ------------------ |
| 40   | T      | 4   | C. C. Canada Lumber Co. Inc.        | C. C. Canada Bob Christiansen   | Chevrolet Camaro   |
| 41   | S 3.0  | 22  | Equipe Gitanes Cigarettes de France | Reine Wisell Jean-Louis Lafosse | Lola T282          |
| 42   | S 3.0  | 24  | Joest-Racing                        | Reinhold Joest Charlie Kemp     | Porsche 908/03     |
| 43   | GT     | 31  | Tope Racing Enterprises             | Warren Tope                     | De Tomaso Pantera  |
| 44   | GT     | 47  | Performance Associates              | Dick Bauer Jim DeStefano        | Chevrolet Corvette |
| 45   | GT     | 51  | Johnson-Bozzani Porsche-Audi        | John Hotchkis Robert Kirby      | Porsche 911S       |
| 46   | GT     | 58  | Brumos Porsche-Audi Corp.           | Héctor Rebaque Guillermo Rojas  | Porsche Carrera RS |
| 47   | GT     | 69  | Goldleaf Racing Inc.                | Ron Goldleaf Doug Drager        | Chevrolet Corvette |

### Klassensieger
| Klasse | Fahrer           | Fahrer          | Fahrzeug            | Platzierung im Gesamtklassement |
| ------ | ---------------- | --------------- | ------------------- | ------------------------------- |
| S 3.0  | Gérard Larrousse | Henri Pescarolo | Matra-Simca MS670B  | Gesamtsieg                      |
| S 2.0  | Bert Kuehne      | Roman Pechmann  | March 73S           | Rang 17                         |
| GT     | Michael Keyser   | Milt Minter     | Porsche Carrera RSR | Rang 8                          |
| T      | Maurice Carter   | Tony DeLorenzo  | Chevrolet Camaro    | Rang 10                         |

### Renndaten
- Gemeldet: 47
- Gestartet: 30
- Gewertet: 17
- Rennklassen: 4
- Zuschauer: unbekannt
- Wetter am Renntag: leichter Regen zu Beginn
- Streckenlänge: 5,435 km
- Fahrzeit des Siegerteams: 6:00:20,938 Stunden
- Gesamtrunden des Siegerteams: 199
- Gesamtdistanz des Siegerteams: 1081,516 km
- Siegerschnitt: 180,078 km/h
- Pole Position: François Cevert - Matra-Simca MS670B (#32) – 1:42,273 = 191,303 km/h
- Schnellste Rennrunde: François Cevert - Matra-Simca MS670B (#32) – 1:43,847 = 188,403 km/h
- Rennserie: 10. Lauf zur Sportwagen-Weltmeisterschaft 1973